# Партизак
Партизак (арм. Պարտիզակ) — село в Арагацотнской области Армении.

## География
Село расположено в южной части марза, на расстоянии 38 километров к западу-юго-западу (WSW) от города Аштарак, административного центра области. Абсолютная высота — 1175 метров над уровнем моря.
Климат
Климат характеризуется как умеренно холодный, влажный (Dfa в классификации климатов Кёппена).

## Население
По данным «Сборника сведений о Кавказе» за 1880 год в селе Бахчаджуг Эчмиадзинского уезда по сведениям 1873 года было 10 дворов и проживало 82 азербайджанца (указаны как «татары»), которые были шиитами.
По данным Кавказского календаря на 1912 год, в селе Бахчаджуг Эчмиадзинского уезда проживал 101 человек, в основном азербайджанцы, указанные как «татары».
| Год переписи | Население          | Население          | Население          | Население            | Население            | Население            |
| Год переписи | Наличное население | Наличное население | Наличное население | Постоянное население | Постоянное население | Постоянное население |
| Год переписи | Всего              | Мужчины            | Женщины            | Всего                | Мужчины              | Женщины              |
| ------------ | ------------------ | ------------------ | ------------------ | -------------------- | -------------------- | -------------------- |
| 2001         | 249                | 122                | 127                | 274                  | 135                  | 139                  |
| 2011         | 307                | 151                | 156                | 323                  | 164                  | 159                  |